# Les Molières
Les Molières är en kommun i departementet Essonne i regionen Île-de-France i norra Frankrike. Kommunen ligger i kantonen Limours som tillhör arrondissementet Palaiseau. År 2022 hade Les Molières 1 935 invånare.

## Befolkningsutveckling
Antalet invånare i kommunen Les Molières
| Referens: INSEE |